# Нильсен, Фредерик
Фредерик Лёхте Нильсен (дат. Frederik Løchte Nielsen; родился 27 августа 1983 года в Конгенс-Люнгбю, Дания) — потомственный датский теннисист, внук Курта Нильсена; победитель одного турнира Большого шлема в парном разряде (Уимблдон-2012); победитель трёх турниров ATP в парном разряде.

## Общая информация
Фредерик — один из двух сыновей Кристиана Нильсена и Лони Лёхте; его брата зовут Себастьян. Дед по отцовской линии — Курт Нильсен — также играл в теннис, в 1950-е годы четырежды добираясь до финалов турниров Большого шлема в одиночном разряде и миксте и выигравший один титул.
Фредерик в теннисе с пяти лет. Любимое покрытие — быстрый хард, лучший элемент игры — приём подачи.

## Спортивная карьера
Профессиональную карьеру начал в 2001 году. В 2003 году выиграл первый турнир из серии ITF Futures. В 2004 году выиграл 5 турниров этой серии в парном разряде, а в 2005 два в одиночном и один в парном. В 2006 году он побеждает на 3 турнирах ITF Futures в одиночном и 8 в парном разряде. В парах в этом году он выиграл первые два турнира ATP Challenger Series в Римуски и Шрусбери.
В июне 2007 в Лондоне, пройдя квалификационный отбор впервые принял участие в турнире ATP. В 2008 принял участие на турнире в Ноттингеме и Стокгольме. В 2012 году он пробился в основные соревнования на турнире в Бангкоке, а в 2011 в Эшториле.
На Открытом чемпионате Австралии 2012 года Фредерик впервые пробился в основные соревнования на турнире серии Большого шлема в одиночном и парном разряде. Главный успех пришел к нему на другом турнире из серии Большого шлема. На Уимблдонском турнире в паре с британцем Джонатаном Марреем он выиграл титул в парном турнире, тем самым став первыми кому это удалось сделать, получив специальное приглашение от организаторов. В полуфинале и финале были одержаны сенсационные победы над братьями Брайанами и над дуэтом Линдстедт / Текэу. В парном рейтинге Фредерик взлетает на 25-ю строчку.
В сентябре 2012 года в паре со шведом Юханом Брунстрёмом он вышел в финал на турнире в Меце. В конце сезона в паре с Джонатаном Марреем принял участие в итоговом турнире года и сумел дойти до полуфинала.
В апреле 2019 года вместе с Матве Мидделкоп из Нидерландов дошли до финала парного турнира в Марракеше (Марокко), но проиграли паре хорвату Франко Шкугору и австрийцу Юргену Мельцеру в упорном двухсетовом поединке. 

## Рейтинг на конец года
| Год  | Одиночный рейтинг | Парный рейтинг |
| 2018 | 433               | 58             |
| 2017 | 609               | 246            |
| 2016 | 387               | 144            |
| 2015 | 375               | 108            |
| 2014 | 345               | 94             |
| 2013 | 618               | 60             |
| 2012 | 392               | 21             |
| 2011 | 236               | 99             |
| 2010 | 262               | 166            |
| 2009 | 268               | 175            |
| 2008 | 258               | 169            |
| 2007 | 331               | 187            |
| 2006 | 339               | 199            |
| 2005 | 414               | 297            |
| 2004 | 578               | 292            |
| 2003 | 660               | 1 175          |
| 2002 | 1 017             | 999            |

## Выступления на турнирах

### Финалы турниров Большого шлема в парном разряде (1)

#### Победы (1)
| №  | Год  | Турнир   | Покрытие | Партнёр         | Соперники в финале           | Счёт                      |
| 1. | 2012 | Уимблдон | Трава    | Джонатан Маррей | Роберт Линдстедт Хория Текэу | 4-6 6-4 7-6(5) 6-7(5) 6-3 |

### Финалы турнировATPв парном разряде (6)

#### Победы (3)
| Легенда                      |
| ---------------------------- |
| Турниры Большого шлема (0+1) |
| Финал АТР-тура (0)           |
| ATP Мастерс 1000 (0)         |
| АТР 500 (0)                  |
| АТР 250 (0+2)                |

| Титулы по покрытиям | Титулы по месту проведения матчей турнира |
| ------------------- | ----------------------------------------- |
| Хард (0+1)          | Зал (0)                                   |
| Грунт (0+1)         | Зал (0)                                   |
| Трава (0+1)         | Открытый воздух (0+3)                     |
| Ковёр (0)           | Открытый воздух (0+3)                     |

| №  | Дата          | Турнир           | Покрытие | Партнёр         | Соперники в финале             | Счёт                      |
| 1. | 8 июля 2012   | Уимблдон         | Трава    | Джонатан Маррей | Роберт Линдстедт Хория Текэу   | 4-6 6-4 7-6(5) 6-7(5) 6-3 |
| 2. | 5 января 2014 | Ченнаи, Индия    | Хард     | Юхан Брунстрём  | Марин Драганя Мате Павич       | 6-2 4-6 [10-7]            |
| 3. | 5 мая 2019    | Мюнхен, Германия | Грунт    | Тим Пютц        | Марсело Демолинер Дивидж Шаран | 6-4 6-2                   |

#### Поражения (3)
| №  | Дата             | Турнир                 | Покрытие | Партнёр         | Соперники в финале            | Счёт          |
| 1. | 22 сентября 2012 | Мец, Франция           | Хард(i)  | Юхан Брунстрём  | Николя Маю Эдуар Роже-Васслен | 6-7(3) 4-6    |
| 2. | 13 января 2013   | Окленд, Новая Зеландия | Хард     | Юхан Брунстрём  | Колин Флеминг Бруно Соарес    | 6-7(1) 6-7(2) |
| 3. | 13 апреля 2019   | Марракеш, Марокко      | Грунт    | Матве Мидделкоп | Юрген Мельцер Франко Шкугор   | 4-6 6-7(6)    |